# Грађа Земље
Земља се састоји из више сфера, које се делимично додирују и прожимају. Оне су различитог састава и различитих физичких и хемијских особина. Све сфере су подељене на унутрашње и спољашње.
- Унутрашње сфере су Језгро Земље, Омотач језгра и Земљина кора. Материја ових сфера је у чврстом или растопљеном стању и у њиховој грађи учествују разни минерали и стене.
- Спољашње сфере су атмосфера, хидросфера и биосфера, и оне се састоје од гасовите, водене и органске материје.

Материја унутрашњих и спољашњих сфера налази се у стално кретању. Оне чине природу Земље и у међусобној су зависности. Процеси у Земљиној унутрашњости манифестују се и на Земљиној површини, па се током историје, под утицајем тих процеса, мењала природа на Земљиној површини.
Многе од стена које данас изграђују Земљину кору настале су пре мање од 100 милиона (108) година; ипак најстарији познати минерал је стар 4,4 милијарди (4.4 109) година, што указује да је Земља, бар толико времена, морала имати чврсту кору.
Већи део сазнања о Земљиној унутрашњости потиче од посредних доказа. Земљина сила која се испољава услед гравитације представља меру њене масе. Након мерења и одређивања запремине, а знајући њену масу, било је могуће одредити њену густину. Астрономи су такође спровели слична планетска мерења. Израчунавање масе и запремине површинских стенских маса и водених тела омогућава процену масе, запремине и густине стена на површини. Преостала маса, која није од атмосфере, океана, и површинских стенских маса мора се налазити у дубљим деловима Земље. Маса Земље је око 6×1024 kg.

## Грађа
Грађа Земље подељена је на две категорије: хемијски диференциране (одвојене) слојеве и слојеве који одвојене по чврстоћи и густини материјала. Хемијски, Земља се може поделити на кору, мантл, спољашње језгро, и унутрашње језгро. По чврстоћи, могуће је издвојити литосферу, астеносферу, горњи омотач, доњи омотач, спољашње језгро, и унутрашње језгро. Сваки од ових Земљиних слојева налазе се на следећим дубинама испод Земљине површине:
| Дубина    | Дубина    | Слој                                       |
| Километри | Миље      | Слој                                       |
| --------- | --------- | ------------------------------------------ |
| 0-60      | 0-37      | Литосфера (локално варира између 5 и 200 ) |
| 0-35      | 0-22      | ... Кора (локално варира од 5 до 70 )      |
| 35-60     | 22-37     | ... Највиши део мантла                     |
| 35-2890   | 22-1790   | Мантл                                      |
| 35-660    |           | Горњи мантл                                |
| 100-200   | 62-125    | ... Астеносфера                            |
| 660-2890  | -1790     | Доњи мантл                                 |
| 2890-5150 | 1790-3160 | Спољашње језгро                            |
| 5150-6360 | 3160-3954 | Унутрашње језгро                           |

До спознаје о Земљиној слојевитој грађи дошло се индиректно мерењем времена одбијених и преломљених сеизмичких таласа изазваних земљотресима.

## Унутрашње сфере
Током историјског развоја геолошке науке појављивале су се различите хипотезе о унутрашњој грађи Земље, али се може рећи да су све углавном сагласне у неколико основних ставки. Земља има концентричну грађу и изграђена је од коре, једног или више омотача језгра и самог језгра.
Како је практично немогуће доћи до емпиријских података о унутрашњој грађи Земље (највећа дубина достигнута у рудницима са подземном експлоатацијом износи 3-4000 m, а најдубље бушотине које је на данашњем технолошком нивоу било могуће извести, долазе до 10-12 km од површине Земље), највише података о унутрашњој грађи Земље прикупљено је проучавањем брзине простирања сеизмичких таласа, заснована на чињеници да се брзина кретања ових таласа повећава са густином материје кроз коју пролазе. При томе се првенствено прати кретање уздужних и попречних таласа (кроз Земљину кору први се крећу брзином од 5 до 8 km/s, а други 3 до 5 km/s).

### Земљина кора
Земљина кора је површински, чврст, стеновит омотач који изграђује континенте и океанска дна. Њена доња површина означена је Мохоровичићевом сеизмичком границом, која се испод континента налази на дубини 30-70 km, а испод океанског дна на дубини 3 - 7 km. Према томе, кора је неједнаке дебљине. Просечна дебљина коре је око 20 km, односно око 0,3% Земљиног полупречника и 0,4% Земљине масе. Хетерогеног је састава, различитог постанка и старости. Пошто у њен састав претежно улазе једињења силицијума и алуминијума, ова сфера често се означава као ‚‚СИАЛ".
На основу проучавања брзине распростирања сеизмичких таласа, утврђено је да се кора састоји од три слоја различитих густина: седиментног, гранитног и базалтног. У гранитном слоју преовлађују киселе, а у базалтном слоју базичне магматске стене.
Земљина кора испод континената и океанског дна битно се разликује по дебљини, саставу, начину постанка и старости. У вези с тим, издвојена су два типа Земљине коре:
- континентална;
- океанска.

#### Континентална кора
Континентална кора има велику дебљину, хетерогеног је састава, претежно изграђена од гранита, односно гранитних стена, а назива се и СИАЛ по главним елементима силицијуму (Si) и алуминијуму (Al). Просечне је дебљине 35 km, а највише до 70 km. Густине је око 2,7 грама по центиметру кубном.

#### Океанска кора
Океанска кора изграђује чврсту подлогу океана. Сеизмичким мерењима показало се да не варира ни хоризонтално ни вертикално у саставу, већ углавном изграђена од базичних магматских стена (базалт и габро) и у њој није заступљен гранитни слој, а њени најстарији делови образовани су пре 160 милиона година. Дебљине је 10 до 12 км и густине око 3 грама по центиметру кубном.

#### Континентални одсек
Континентални одсек се јавља по ободу континената и одраз је наглог смањивања дебљине Земљине коре и ишчезавања гранитног слоја, односно он означава границу између два типа коре - континенталне и океанске.

#### Земљина кора на територији Србије
Земљина кора на територији Србије има највећу дебљину у пределу Динарида, а најмању у Војводини. Око Бора дебљина износи 32 km, а северно од Новог Сада 23 km.

### Мохо слој
Проучавајући податке о земљотресу који се 1909. године догодио у долини Купе у Хрватској, геофизичар Андрија Мохоровичић, утврдио је да на дубини од око 50 км долази до наглог пораста брзине сеизмичких таласа, што говори о постојању извесног дисконтинуитета. Ова површина, касније је, по Мохоровичићу, названа ‚‚Мохо" и прихваћена као доња површина Земљине коре.
Осим као Мохо слој, позната је и као Мохоровичићев дисконтинуитет и мохо површ.

### Омотач језгра
Омотач језгра је по саставу најсличнији каменим метеоритима, код којих преовлађују једињења силицијума и магнезијума (‚‚СИМА сфера"). Захвата простор испод Мохо слоја, досеже дебљину од око 2.800 км и може да се подели на више зона.
- Горњи слој је у чврстом стању, периодотитског састава и заједно са кором чини зону коју називамо литосфером.

Испод чврстог горњег омотача налази се астеносфера. Ово је веома значајна зона, јер се налази у пластичном или по некима полупластичном стању, што омогућује да се у њој дешавају пластичне деформације и конвекциона струјања материје узрокована евентуалним топлотним поремећајима. Сматра се да у астеносфери треба тражити узроке вулканске активности, земљотреса и померања континената. Астеносфера је испод океанске коре на 80-150 км, а испод континенталне на 150-200 km.
- Доњи омотач, мезосфера, је у чврстом стању и простире се 670-2900 km, где сеизмички таласи нагло мењају брзину услед промене агрегатног стања. Овај дисконтинуитет се назива Вихерт-Гутенбергов и одваја мезосферу од језгра.

### Земљино језгро
Земљино језгро претежно је састављено од мешавине никла и гвожђа (‚‚НИФЕ сфера") и има полупречник од приближно 3.500 km. Састоји се из два дела: унутрашњег, у чврстом стању, густине око 13 грама по центиметру кубном, и спољашњег, у растопљеном стању, густине око 10 грама по центиметру кубном, на шта указује то да кроз језгро пролазе само примарни сеизмички таласи. Секундарни сеизмички таласи (који се од примарних разликују и по томе што не пролазе кроз течну материју) не пролазе кроз језгро што се види по зони сенке која је знатно већа од зоне сенке примарних таласа.

## Спољашње Земљине сфере
Спољашње Земљине сфере су: атмосфера, хидросфера, биосфера.

### Атмосфера
Атмосфера је ваздушни омотач Земље, односно слој гасова који окружују планету Земљу и који задржава Земљина гравитација. Састоји се од азота (78%), кисеоника (21%), аргона (0,9%), угљен-диоксида (0,03%). Атмосфера штити живот на Земљи апсорбирајући ултраљубичасто сунчево зрачење (УВ зрачење) и смањујући температурне екстреме између дана и ноћи.
Атмосферски притисак је директна последица тежине ваздуха. То значи да се притисак ваздуха разликује са местом и временом јер се количина (и тежина) ваздуха изнад Земље исто тако разликују. Просечни атмосферски притисак измерен на морском нивоу износи око 1013 Pa (паскала).
Атмосферу проучава наука која се назива климатологија и која се бави претежно физичким основама просечних стања атмосфере, климом појединих крајева света и њеним утицајем на природу на Земљи.

#### Структура атмосфере
Atmosfera je složene strukture i može se podeliti na sedam zona:
# Тропосфера - простире се на висини од 0 до 20 km и обухвата сав рељеф на Земљи. Ту се формирају ветрови и излучују падавине.
# Стратосфера - простире се на висини од 20 до 60 km и ту је смештена озоносфера (25—27 km).
# Mezosfera - prostire se na visini od 60 do 85 km и ту остају трагови метеора јер је то последњи слој где има кисеоника.
# Термосфера - простире се на висини од 85 до 800 km и најтоплији је слој атмосфере (до 2000 °C), ту су смештени сателити.
# Егзосфера - простире се од 800 до 3000 km, јони кисеоника, водоника и азота из овог слоја одлазе у виши слој-Земљину корону.
# Земљина корона - простире се на висини од 3000 до 20000 km и то је безваздушни простор.

### Хидросфера
Хидросфера је водени омотач Земље и обухвата све воде на Земљи, како површинске тако и подземне. Вода је најраспрострањенија супстанца на Земљи. Око 1,4 милијарде кубних километара воде у течном и чврстом агрегатном стању чине океане, језера, ријеке санте леда, глечере и подземне воде.
Проучава је наука која се назива хидрологија, а која се претежно бави изучавањем вода у природи, њеним распростирањем на површини и у земљишту и у процесима који су с тим повезани.

### Биосфера
Биосферу чини живи свет на Земљи. Биосферу сачињавају делови осталих Земљиних сфера које су насељене живим бићима. Одликује специфичном структуром, која се огледа у одређеном просторном распореду биома: хоризонталном и вертикалном. Хоризонталан распоред биома одређен је, пре свега, климатским условима. Идући од екватора ка половима, може се уочити извесна правилност у распореду различитих биома на обе Земљине полулопте. Вертикални распоред екосистема на копну у складу је са хоризонталним распоредом биома од екватора ка половима. Од подножја до планинских врхова температура опада и мења се клима па се у складу са тим смењују и екосистеми. Тако се лишћарске и четинарске шуме смењују ливадама и пашњацима, а планинске тундре и зона вечног леда налазе се на врховима планина.
Проучава је више наука од којих су најбитније биологија, биогеографија (проучава распрострањеност органског света на Земљи и услове који ус на то утицали, а то су на првом месту, тло и клима) и палеологија (која изучава настанак и развитак појединих компонената природне средине у давној прошлости).